# Le Vernoy
Le Vernoy ist eine französische Gemeinde mit 180 Einwohnern (Stand: 1. Januar 2022) im Département Doubs in der Region Bourgogne-Franche-Comté.

## Geographie
Le Vernoy liegt auf 395 m, etwa elf Kilometer westnordwestlich der Stadt Montbéliard (Luftlinie). Das Dorf erstreckt sich im äußersten Norden des Departements auf einem Plateau im Quellgebiet des Rupt, in der gewellten Landschaft zwischen den Flusstälern von Doubs im Süden und Ognon im Nordwesten, am Nordfuß des Höhenzuges Bois d’Arcey. Le Vernoy ist die nördlichste Gemeinde des Départements Doubs.
Die Fläche des 3,30 km² großen Gemeindegebiets umfasst einen Abschnitt der gewellten Landschaft nördlich des Doubstals. Der Hauptteil des Gebietes wird vom Plateau von Le Vernoy eingenommen, das durchschnittlich auf 390 m liegt. Es stellt das Quellgebiet des Rupt dar, der für die Entwässerung nach Südosten durch eine Talenge zum Plateau von Arcey sorgt. Das Plateau ist teils von Acker- und Wiesland, im nördlichen Abschnitt von Wald (Bois de l’Abbaye) bestanden. Flankiert wird die Hochfläche im Süden von den Ausläufern des Bois d’Arcey (480 m), im Osten von der Höhe des Grand Bois, auf dem mit 500 m die höchste Erhebung von Le Vernoy erreicht wird. Mit einem schmalen Zipfel erstreckt sich das Gemeindeareal nach Nordwesten in das Becken von Chavanne.
Nachbargemeinden von Le Vernoy sind Champey im Norden, Trémoins im Osten, Aibre und Désandans im Süden sowie Chavanne und Saulnot im Westen.

## Geschichte
Das Priorat Vaux-les-Vernois wurde 1552 von den Grafen von Montbéliard besetzt. Seit dem Mittelalter gehörte Le Vernoy zur Grafschaft Montbéliard. Mit der Besetzung der Grafschaft Württemberg-Mömpelgard (Montbéliard) gelangte das Dorf 1793 endgültig in französische Hand. Heute ist Le Vernoy Teil des Gemeindeverbandes Pays d’Héricourt.

## Religion
In Le Vernoy existiert eine alte Kapelle, regelmäßige Gottesdienste finden in Le Vernoy jedoch – anders als in der Nachbargemeinde Aibre – nicht statt.

## Sehenswürdigkeiten
Das älteste erhaltene Gebäude im Dorf ist das Haus der Familie Duvernoy, das im 17. Jahrhundert errichtet wurde.

## Bevölkerung
| Jahr                       | 1962 | 1968 | 1975 | 1982 | 1990 | 1999 | 2005 | 2016 |
| Einwohner                  | 85   | 76   | 59   | 155  | 158  | 133  | 133  | 170  |
| Quellen: Cassini und INSEE |      |      |      |      |      |      |      |      |

Mit 180 Einwohnern (Stand 1. Januar 2022) gehört Le Vernoy zu den kleinsten Gemeinden des Départements Doubs. Nachdem die Einwohnerzahl in der ersten Hälfte des 20. Jahrhunderts stets im Bereich zwischen 60 und 90 Personen gelegen hatte, wurde zwischen 1975 und 1982 ein markantes Bevölkerungswachstum verzeichnet. Seither wurde jedoch wieder ein Rückgang um fast 15 % beobachtet.

## Wirtschaft und Infrastruktur
Le Vernoy war bis weit ins 20. Jahrhundert hinein ein vorwiegend durch die Landwirtschaft (Ackerbau, Obstbau und Viehzucht) und die Forstwirtschaft geprägtes Dorf. Noch heute leben die Bewohner zur Hauptsache von der Tätigkeit im ersten Sektor. Außerhalb des primären Sektors gibt es nur wenige Arbeitsplätze im Dorf. Einige Erwerbstätige sind auch Wegpendler, die in den umliegenden größeren Ortschaften ihrer Arbeit nachgehen.
Die Ortschaft liegt abseits der größeren Durchgangsstraßen an einer Departementsstraße, die von Aibre nach Saulnot führt. Der nächste Anschluss an die Autobahn A36 befindet sich in einer Entfernung von ungefähr 16 Kilometern.